# Thannhausen (Bajorország)
Thannhausen település Németországban, azon belül Bajorországban. Lakosainak száma 6526 fő (2023. december 31.).

## Népesség
A település népessége az elmúlt években az alábbi módon változott:
| Lakosok száma | 1449 | 3279 | 4396 | 4825 | 5967 | 6010 | 6067 | 6134 | 6390 | 6526 |
|               | 1875 | 1950 | 1975 | 1987 | 2012 | 2014 | 2016 | 2017 | 2021 | 2023 |